# 皮萨拉尔
皮萨拉尔，是西班牙卡斯蒂利亚-莱昂萨拉曼卡省的一个市镇。 总面积17平方公里，总人口83人（2001年），人口密度5人/平方公里。